# Baltic Chain Tour
El Baltic Chain Tour és una carrera ciclista per etapes, en categoria masculina, que es disputa anualment en els països bàltics, registrada a Letònia, a mitjans del mes d'agost. Des del 2013, passa també per Finlàndia
Es va començar a disputar l'any 2011, com a amateur. Des del 2012 forma part de l'UCI Europa Tour dins de la categoria 2.2 (última categoria professional).

## Palmarès
| Any  | Vencedor             | Segon                | Tercer               |         |
| ---- | -------------------- | -------------------- | -------------------- | ------- |
| 2011 | Erki Pütsep          | Ígor Bóiev           | Ivo Suur             |         |
| 2012 | Gediminas Bagdonas   | Viktor Shmalko       | Ian Wilkinson        |         |
| 2013 | Philipp Walsleben    | Ivan Savitski        | Žydrūnas Savickas    |         |
| 2014 | Mathieu van der Poel | Clemens Fankhauser   | Mikhailo Kononenko   |         |
| 2015 | Andrí Kulik          | Matti Manninen       | Gustav Höög          |         |
| 2016 | Māris Bogdanovičs    | Andrí Vassiliuk      | Silver Mäoma         |         |
| 2017 | Herman Dahl          | Māris Bogdanovičs    | Benjamin Perry       |         |
| 2018 | Emīls Liepiņš        | Ramūnas Navardauskas | Gert Jõeäär          |         |
| 2020 | Gert Jõeäär          | Alo Jakin            | Rait Ärm             |         |
| 2021 | Laurence Pithie      | Karl Patrick Lauk    | Antti-Jussi Juntunen |         |
| 2022 | Rait Ärm             | Martin Laas          | Miká Heming          |         |
| 2023 | Rait Ärm             | Henri Uhlig          | Filippo Fortin       |         |
| 2024 | suspesa              | suspesa              | suspesa              | suspesa |